# Campeonato Europeo de Tiro con Arco en Sala de 2002
El VIII Campeonato Europeo de Tiro con Arco en Sala se celebró en Ankara (Turquía) entre el 13 y el 17 de marzo de 2002 bajo la organización de la Unión Europea de Tiro con Arco (WAE) y la Federación Turca de Tiro con Arco.

## Resultados

### Masculino
| Evento                    | Oro                                                             | Plata                                                              | Bronce                                              |
| ------------------------- | --------------------------------------------------------------- | ------------------------------------------------------------------ | --------------------------------------------------- |
| Arco recurvo individual   | Viktor Ruban · Ucrania                                          | Marco Galiazzo · Italia                                            | Flavien Pothier Francia                             |
| Arco recurvo por equipo   | Marco Galiazzo · Michele Frangilli · Mario Casavecchia · Italia | Flavien Pothier Bérenger Chaillot Franck Fisseux Francia           | Michael Peart Neil Bridgewater Roy Nash Reino Unido |
| Arco compuesto individual | Tevž Grögl Eslovenia                                            | Arturo Torrijos · España                                           | Simon Frankhauser · Suiza                           |
| Arco compuesto por equipo | Stéphane Sauvignan Eric Verrier Hervé Dardant Francia           | Arturo Torrijos · José Ignacio Catalán · Antonio González · España | Tevž Grögl Štefan Ošep Dejan Sitar Eslovenia        |

### Femenino
| Evento                    | Oro                                                             | Plata                                                      | Bronce                                                 |
| ------------------------- | --------------------------------------------------------------- | ---------------------------------------------------------- | ------------------------------------------------------ |
| Arco recurvo individual   | Natalia Valeeva · Italia                                        | Yelena Dostai · Rusia                                      | Tetiana Berezhna · Ucrania                             |
| Arco recurvo por equipo   | Tetiana Berezhna · Olena Sadovnycha · Kateryna Paleja · Ucrania | Jatuna Narimanidze Olga Ladiguina Asmat Diasamidze Georgia | Yelena Dostai · Anna Puttseva · Sofia Zharkina · Rusia |
| Arco compuesto individual | Olga Zandvliet · Países Bajos                                   | Giorgia Solato · Italia                                    | Nichola Simpson Reino Unido                            |
| Arco compuesto por equipo | Giorgia Solato · Biagia Sambataro · Floriana Mattia · Italia    | Valérie Fabre Catherine Deburck Maggy Masson Francia       | Nichola Simpson Linda Garnar Sheila Harris Reino Unido |

## Medallero
| Núm. | País         | Oro | Plata | Bronce | Total |
| ---- | ------------ | --- | ----- | ------ | ----- |
| 1    | Italia       | 3   | 2     | 0      | 5     |
| 2    | Ucrania      | 2   | 0     | 1      | 3     |
| 3    | Francia      | 1   | 2     | 1      | 4     |
| 4    | Eslovenia    | 1   | 0     | 1      | 2     |
| 5    | Países Bajos | 1   | 0     | 0      | 1     |
| 6    | España       | 0   | 2     | 0      | 2     |
| 7    | Rusia        | 0   | 1     | 1      | 2     |
| 8    | Georgia      | 0   | 1     | 0      | 1     |
| 9    | Reino Unido  | 0   | 0     | 3      | 3     |
| 10   | Suiza        | 0   | 0     | 1      | 1     |
|      | TOTAL        | 8   | 8     | 8      | 24    |